# Dec-7-eno-1,4-lacton
Dec-7-eno-1,4-lacton (auch γ-Jasmolacton) ist eine organische Verbindung aus der Gruppe der Lactone.

## Vorkommen

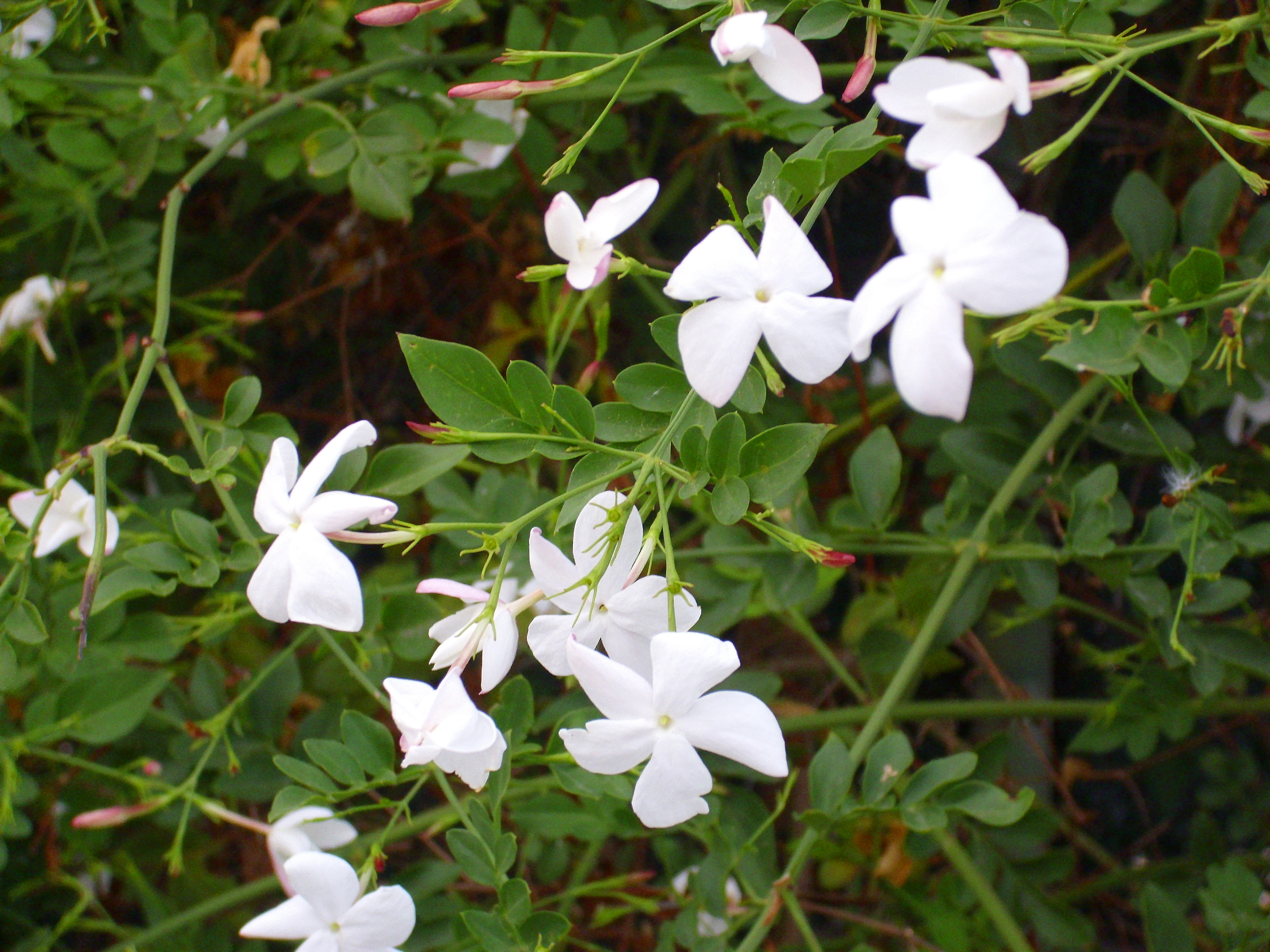
Echter Jasmin (Jasminum officinale)

Dec-7-eno-1,4-lacton kommt in Pfirsichen und Nektarinen vor. Es ist außerdem ein Bestandteil von Jasminöl aus dem echten Jasmin.

## Herstellung

6-Methyl-5-hepten-2-on, ein Edukt für die Synthese von Dec-7-eno-1,4-lacton

Eine mögliche Synthese geht von einem Imin aus, das sich von Cyclohexylamin und 6-Methyl-5-hepten-2-on ableitet. Durch Deprotonierung mit Lithiumdiethylamid in Gegenwart von HMPT und Umsetzung mit 1-Brompent-2-in wird ein Alkinon erhalten. Die dimethylierte Doppelbindung des Edukts kann durch Ozonolyse in Gegenwart von Methanol in einen Methylester umgewandelt werden. Durch eine Lindlar-Hydrierung wird die Dreifachbindung zur (Z)-Doppelbindung hydriert. Im letzten Schritt wird durch reduktive Cyclisierung mit Natriumborhydrid der Lacton-Ring gebildet.

## Verwendung
Die (Z)-Verbindung wird in der Größenordnung von weltweit 100 bis 1000 Kilogramm pro Jahr als Duftstoff verwendet. Dec-7-eno-1,4-lacton ohne spezifische Stereochemie ist in der EU unter der FL-Nummer 10.038 als Aromastoff für Lebensmittel zugelassen. Analog ist die (Z)-Verbindung unter der FL-Nummer 10.039 zugelassen.